# Carl Carls
Carl Johan Margot Carls (Varel, Oldemburgo, 16 de septiembre de 1880-Bremen, 11 de septiembre de 1958) fue un ajedrecista alemán.

## Biografía
A los 13 años de edad, aprendió a jugar al Ajedrez. Estudió un libro de Tarrasch, del cual adquirió los conocimientos que caracterizan su estilo de juego. Durante su estancia profesional en Hannover, aprendió de los Maestros Bernstein y Fahrni , con los que jugó varios enfrentamientos.
En 1898 participó en Colonia por primera vez en un Torneo de la Federación Alemana de Ajedrez. En 1905 participó en el Grupo IV del Torneo de Maestros de Hamburgo, y fue galardonado con el premio a la partida más brillante. En 1911 recibió el título de Maestro de Ajedrez. Su primera participación en un Torneo Internacional fue en 1912 en Breslavia, en el 18.º Congreso de la Federación Alemana de Ajedrez.
Otros logros a destacar se llevan a cabo en 1922, obteniendo el segundo lugar en Bad Oeynhausen, y su actuación en 1927 en la Olimpiada de Ajedrez en Londres: Con 9,5 de 15 puntos, fue el mejor jugador alemán (+7 –3 =5). En el Campeonato Mundial Amateur en La Haya en 1928 fue el séptimo, con triunfo de Max Euwe. En 1930 estuvo en la Olimpiada de Ajedrez en Hamburgo de nuevo como miembro de la selección nacional alemana ( +6 –1 =7 ).
En 1934, ganó el Torneo del Campeonato Nacional de Alemania en Bad Aachen en Aquisgrán y recibió el título de Campeón de Alemania. En 1951 fue galardonado por la FIDE con  título de Maestro Internacional. Asimismo, en la III Olimpiada Amateur, en Múnich en 1936, estuvo algo más discreto (+5 –2 =10) En las Olimpiadas de 1930 y 1936 obtuvo con su equipo sendas medallas de bronce.
Durante la Segunda Guerra Mundial , quedó 10.º-12.º en Cracovia-Varsovia en 1941 (los ganadores fueron Alexander Alekhine y Paul Felix Schmidt). Carls ganó, superando a Klaus Junge , en el Torneo de Rostock en 1942. Abandonó, después de 8 partidas, en Praga en 1943 (el campeón fue Alekhin).
Carls era un jugador con especial maestría en el juego final.

## Aperturas utilizadas
Carls iniciaba sus partidas con la apertura 1.c2-c4.. Esta apertura era conocida como la Apertura Carls. Hoy en día es conocida como el principio de la Apertura inglesa. Con otras aperturas, trabajó duro, ya que su carrera no le daba suficiente tiempo para aprenderlas a conciencia.
Para la época contemporánea de Carls, el valor de esta apertura fue objeto de fuertes controversias. Antes del torneo en Wroclaw 1912 Tarrasch califica el movimiento c4 como aburrido y poco atrevido.  Carl le devolvió el "favor" al vencer en este Torneo a Tarrasch con Blancas y, por supuesto con c4,  en una partida elogiada.
Otra anécdota que debe reseñarse fue cuando Carls estaba en un Torneo, un bromista pegó en secreto antes de la partida el peón en c2 en el tablero. Cuando Carls llegó a la mesa, tiró con fuerza del peón, y para el deleite de los espectadores, éste salió por los aires, llegando hasta los mismos.
Con Negras prefería la Defensa Caro-Kann. Con esta apertura, con la que ganó en 1914 en Oldenburgo, ganó una famosa partida con final rápido contra Schuster: 1. e2-e4 c7-c6 2. d2-d4 d7-d5 3. Sb1-c3 d5xe4 4. Sc3xe4 Sg8-f6 5. Se4-g3 h7-h5 6. Lc1-g5 h5-h4 7. Lg5xf6 h4xg3 8. Lf6-e5 Th8xh2! 9. Th1xh2 Dd8-a5+ 10. c2-c3 Da5xe5+ 11. d4xe5 g3xh2 Blancas se dan por vencidas. No pueden evitar que el peón promociona a Dama.

## Carrera profesional
Después de terminar la escuela completó un aprendizaje comercial y trabajó como empleado de banca hasta 1906 en Hannover. Luego se trasladó a Bremen. Aquí él fue uno de los fundadores del Bremer Creditbank. En 1908 fue nombrado Director de este banco.